# Janaina Tewaney
Janaina Isabel Tewaney Mencomo (Ciudad de Panamá, 14 de julio de 1984) es una abogada, consultora, analista, académica y política panameña. Se desempeñó como ministra de Relaciones Exteriores entre 2022 y 2024 y como ministra de Gobierno entre 2020 y 2022 en el gobierno del presidente Laurentino Cortizo.

## Biografía

### Estudios
Cursó los estudios primarios en la provincia de Los Santos, del distrito de Las Tablas, en la escuela Presidente Porras. Cursó sus estudios secundarios en Ciudad de Panamá, en el colegio San Agustín, luego en 2002 ingresó a estudiar derecho y ciencias políticas en la Universidad de Panamá, graduándose en 2006 con honores y con la tesis Conflicto armado indo-pakistaní a la luz del derecho internacional, obteniendo la más alta calificación y la recomendación de publicación por parte del Consejo evaluador. Posteriormente ingresó a la Universidad Libre de Bruselas, Bélgica, en septiembre de 2007, cursando la maestría avanzada en derecho internacional político y graduándose en agosto de 2008 con la tesis ¿Es el acuerdo de cooperación nuclear entre Estados Unidos de América y la India compatible al acuerdo de no proliferación nuclear?
En agosto de 2014 ingresó a la Universidad de Hong Kong a la maestría en derecho de arbitraje, mediación y solución de controversias graduándose en julio de 2015. Ha realizado diversos cursos como arbitraje comercial internacional, solución de controversias financieras, arbitraje en tratados de inversión internacional y mediación internacional.
Fue abogada negociadora de tratados de libre comercio entre Panamá y sus socios comerciales para el Ministerio de Comercio e Industrias entre abril y diciembre de 2009, donde participó en la creación y desarrollo de estrategias de negociación en temas laborales, ambientales, de servicios financieros e inversión extranjera entre Panamá y sus posibles socios comerciales.
En Strategic Foresight Group, de Bombay, India, se desempeñó como consultora independiente en comercio internacional y política internacional, así como analista de política internacional en temas de financiamiento del terrorismo, creación de escenarios geopolíticos en temas de seguridad y diplomacia hídrica.
En el sector terrorismo y seguridad le correspondió el análisis comparativo de los negocios, finanzas, ingresos y gastos de los quince más prominentes grupos terroristas a nivel global, el estudio y creación del mapa global que identifica las rutas financieras y bancarias predilectas por los grupos terroristas y el estudio y creación del mapa global que identifica las rutas del narcotráfico, utilizadas para financiar el terrorismo global; el desarrollo de posibles escenarios futuros y geopolíticos a diez, quince y treinta años en materia de terrorismo global, las nuevas tendencias, posibles atentados y las posibles alianzas.
Realizó la colaboración con la Universidad de Oxford en la confección del informe Humanity at Risk-Global Terror Threat Indican, un documento que hace análisis exhaustivo de los más relevantes grupos terroristas a nivel global, sus capacidades, adherentes, ideologías y sus recursos financieros.
En la diplomacia hídrica le correspondió el desarrollo y el análisis de futuros escenarios en materia de paz y seguridad referente a ríos, lagos y acuíferos internacionales en América Latina, África y el Medio Oriente. En el área académica laboró como analista de investigación académica en temas de derecho internacional humanitario, el desarme nuclear, mediación y arbitraje internacional, armas químicas y convencionales en la Universidad de Hong Kong. En julio de 2019, con la llegada del nuevo gobierno de Laurentino Cortizo ocupó el cargo de asesora del ministro de Relaciones Exteriores Alejandro Ferrer López, en donde era responsable de las estrategias de política exterior de Panamá, en temas relativos a seguridad, terrorismo y misiones oficiales del presidente de la República.

## Ministra de Gobierno
Luego de la crisis institucional en el Ministerio de Seguridad Pública, institución responsable de la Policía Nacional de Panamá y en el Ministerio de Gobierno, institución responsable del Sistema Penitenciario por la fuga del asesino en serie Gilberto Ventura Ceballos del centro penitenciario La Mega Joya, a las afueras de la capital ocasionó la destitución del entonces Ministro de Gobierno Carlos Romero y la renuncia del entonces ministro de Seguridad Pública Rolando Mirones, el presidente de la República Laurentino Cortizo nombró a Sheyla Grajales, entonces gobernadora de la provincia de Panamá en el Ministerio de Gobierno y al comisionado Juan Pino en el Ministerio de Seguridad Pública.
Luego de ciertos señalamientos contra Grajales por una presunta relación con el viceministro de Comercio Interior Omar Montilla, por lo que se vio obligada a renunciar de una manera abrupta y sin mayor explicación con una duración en el cargo de catorce días.
Dada la renuncia, el presidente Cortizo nombró a la entonces asesora del Ministro de Relaciones Exteriores Alejandro Ferrer López como nueva ministra de Gobierno, tomando posesión del cargo el 6 de marzo de 2019.
Tewaney tuvo que hacer frente a situaciones del sistema penitenciario como ciertos intentos de fugas, motines, el nombramiento de un nuevo director de la Dirección General del Sistema Penitenciario y los contagios de COVID-19 en los penales de Panamá que al 5 de junio, ya sumaban 702 contagios durante la pandemia de COVID-19 de 2020, así como la elección de un nuevo gobernador de Panamá, para lo cual fue escogida la vicealcaldesa de Panamá Judy Meana.[cita requerida]

### Ministra de Relaciones Exteriores
El 10 de octubre de 2022, fue designada canciller de Panamá por el presidente de la República Laurentino Cortizo en sustitución de Erika Mouynes, Janaina Tewaney es la nueva canciller de Panamá. 